# 帕萊斯蒂納 (聖保羅州)
帕萊斯蒂納（葡萄牙語：Palestina）是巴西的城鎮，位於該國南部，由聖保羅州負責管轄，始建於1926年1月2日，面積696平方公里，海拔高度550米，2010年人口11,051，人口密度每平方公里15.89人。
20°23′24″S 49°25′59″W / 20.39000°S 49.43306°W